# Royal Academy of Arts

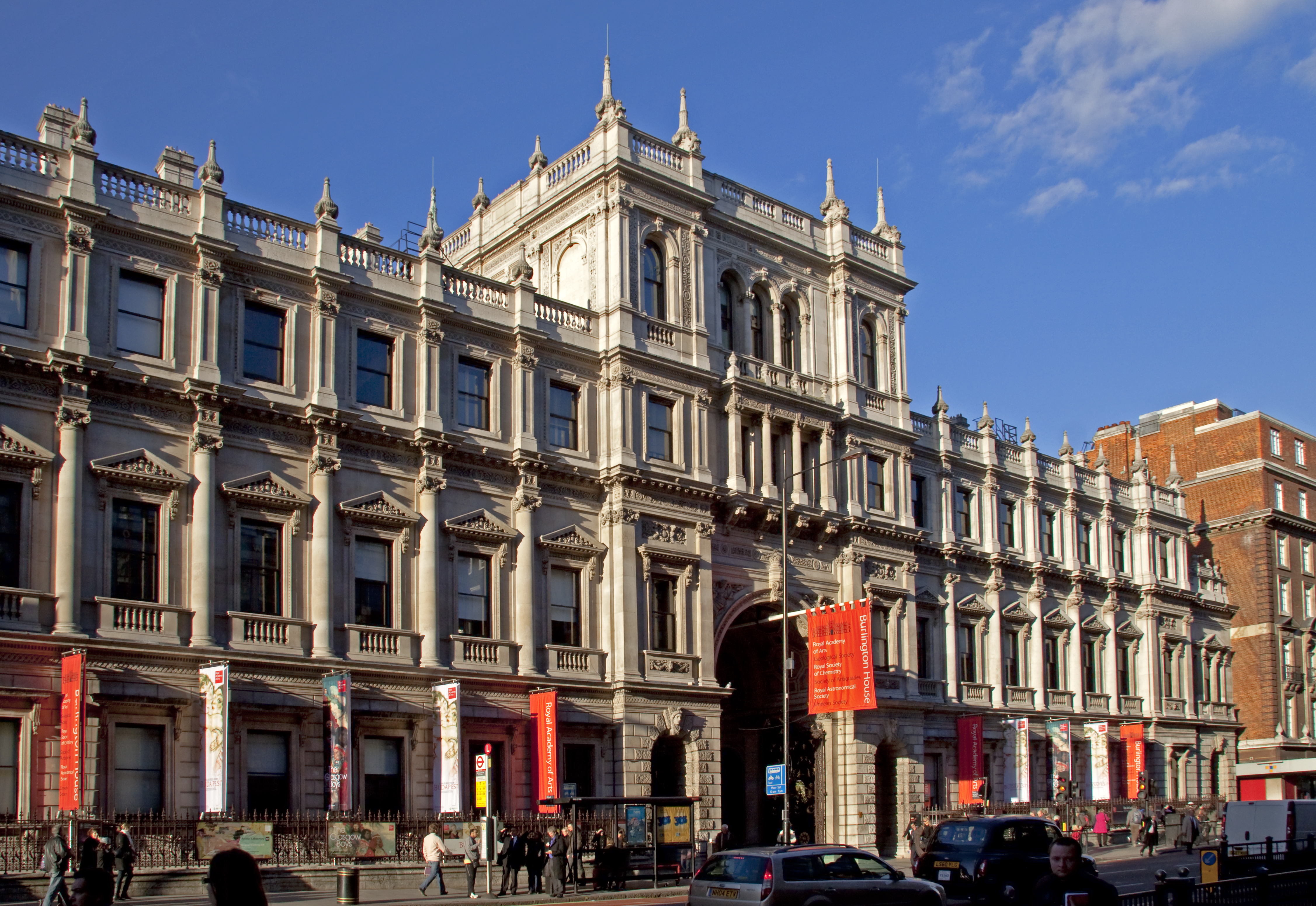
Burlington House, Piccadilly

De Royal Academy of Arts, meestal aangeduid als Royal Academy (RA), is een ruim 250 jaar oude Britse kunstinstelling, gevestigd in Burlington House aan de straat Piccadilly in de wijk Mayfair in Londen, Engeland. De Royal Academy is in de eerste plaats een exclusieve kunstenaarsvereniging met 80 leden. Naast het beheren van een bibliotheek en een kleine permanente kunstcollectie, organiseert het instituut jaarlijks enkele grote tentoonstellingen, waarvan de Royal Academy Summer Exhibition de bekendste is. Daarnaast biedt de Royal Academy onderdak aan de Royal Academy Schools, de oudste kunstacademie van Engeland.

## Geschiedenis

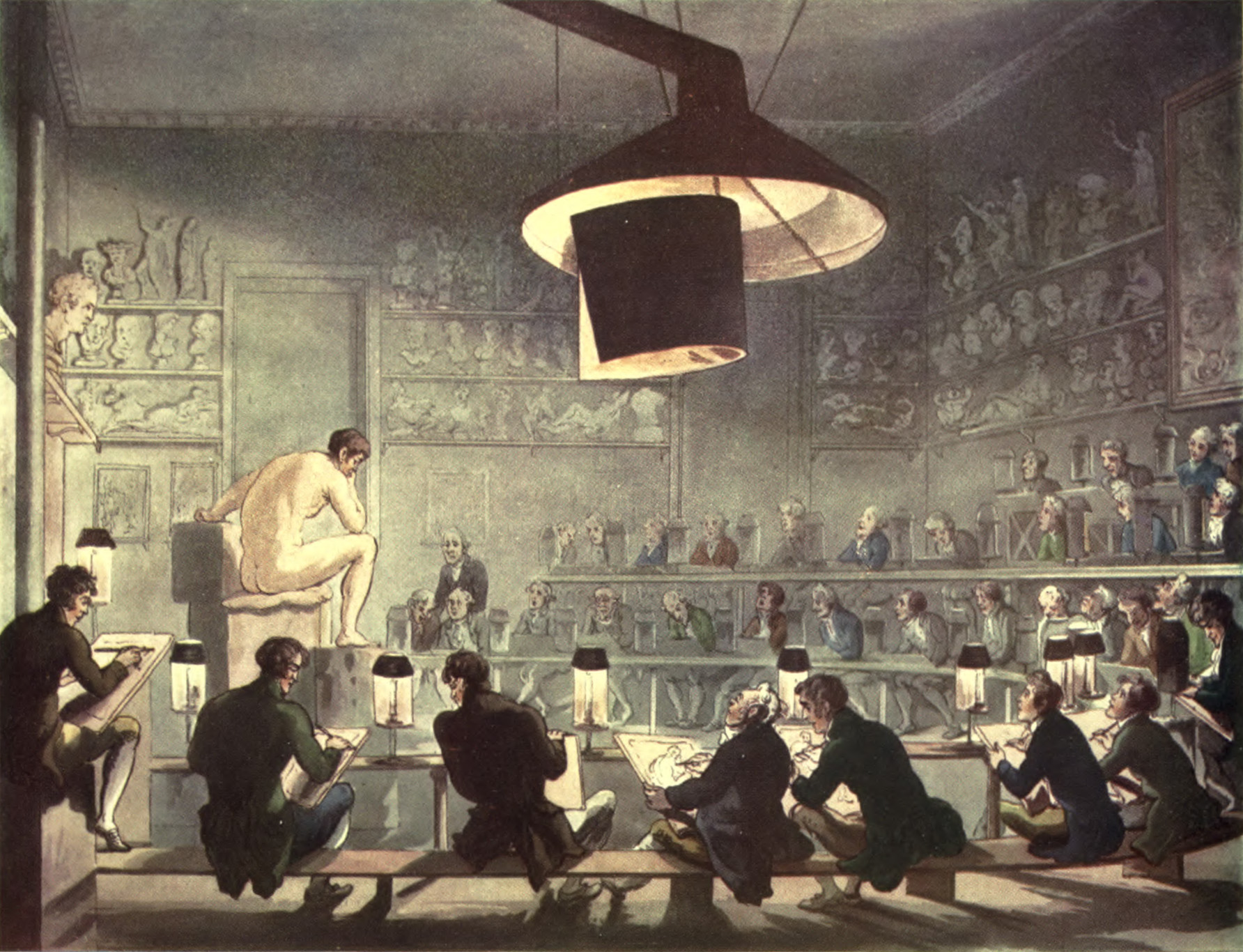
Modeltekenen in 1808

### Oprichting
De Royal Academy of Arts werd in 1768 opgericht bij decreet van koning George III. De oprichting van de RA was een gevolg van de ontevredenheid over de bestaande kunstenaarsvereniging Society of Artists of Great Britain. De 34 oorspronkelijke leden, waarvan twee vrouwen, waren allen bekende schilders, beeldhouwers en architecten. Tot de bekendste "founding members" behoorden Joshua Reynolds, Francesco Bartolozzi, Giovanni Battista Cipriani, Thomas Gainsborough, Angelika Kauffmann, Benjamin West, William Hoare en Johann Zoffany. In de eerste jaren was het maximale aantal leden 40.
De eerste door de leden georganiseerde tentoonstelling, waarop iedereen kon inzenden, werd geopend op 25 april 1769, in feite de eerste Summer Exhibition. Vanaf de begintijd werden regelmatig lezingen gehouden, onder anderen door oud-leerlingen van de Royal Academy Schools, zoals James Barry, John Soane en William Turner. De school was geënt op de Parijse Académie Royale de Peinture et de Sculpture en was lange tijd de enige professionele kunstopleiding in het Verenigd Koninkrijk.
De Royal Academy was aanvankelijk gehuisvest aan Pall Mall, maar verhuisde al naar enkele jaren naar Old Burlington House aan de Strand, destijds een koninklijk paleis. Nadat dit paleis in 1771 werd herbouwd door de architect William Chambers, penningmeester van de RA, kreeg men hier een vleugel ter beschikking.

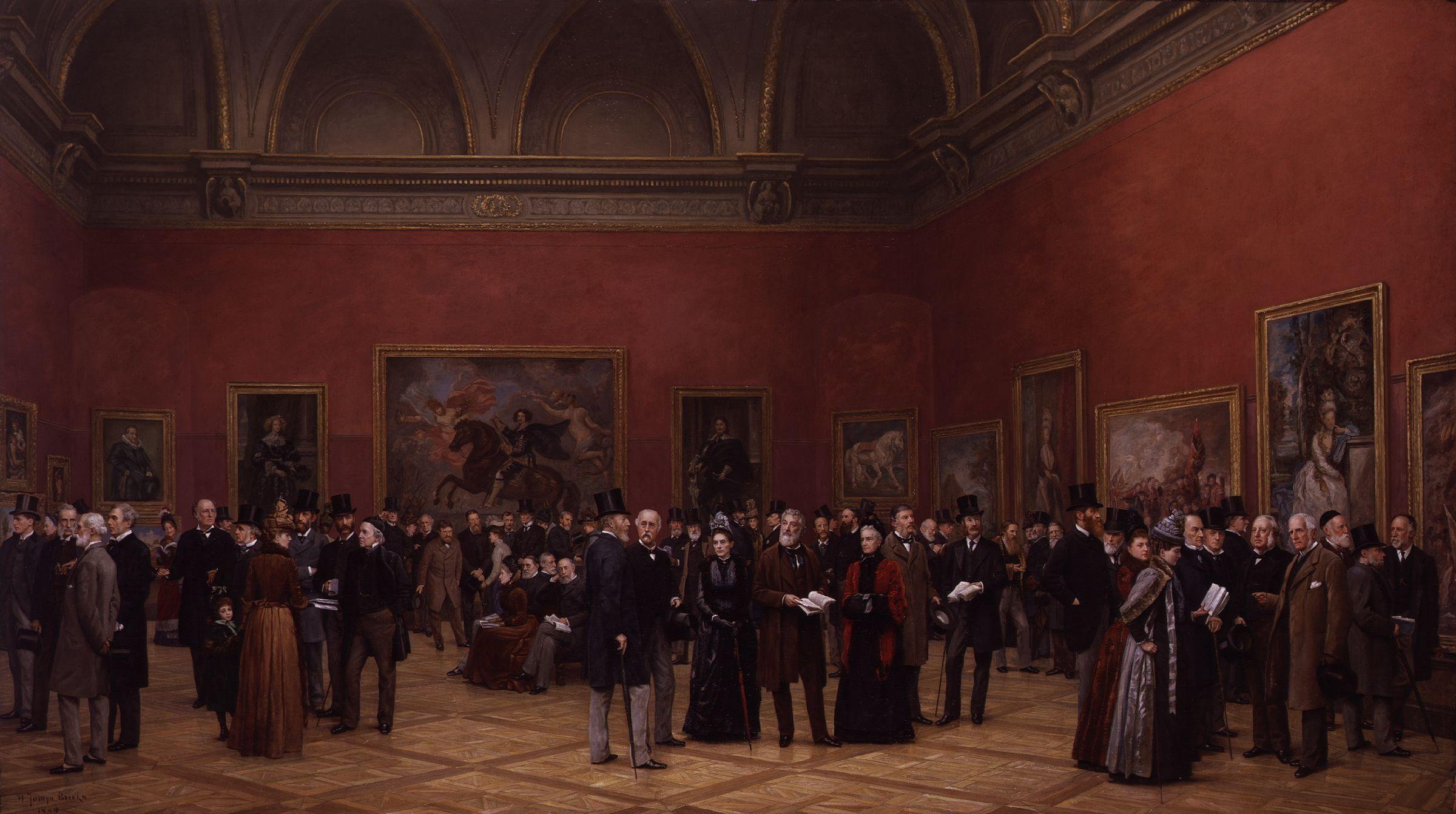
Tentoonstelling van oude meesters in 1888

### Verdere ontwikkeling
In 1837 verhuisde de RA naar de oostvleugel van de recent gereedgekomen National Gallery aan Trafalgar Square.
In 1859 formeerde zich een groep van achtendertig kunstenaressen die aan de Royal Academy of Arts vroegen de opleidingen open te stellen voor vrouwen. Onder hen waren Rebecca Solomon, Barbara Leigh Bodichon en Henrietta Ward. Dit leidde ertoe dat in 1860 Laura Herford als eerste vrouw aan de Academy werd toegelaten.
In 1868, precies 100 jaar na de oprichting, verhuisde het instituut naar Burlington House, Piccadilly, waar het nog steeds gevestigd is. In 1870 werd de eerste grote tentoonstelling met bruiklenen van oude meesters gehouden, wat al snel een populaire traditie werd.
Tegenwoordig staan de tentoonstellingen van de RA op hetzelfde niveau als die van de grote musea in Londen en andere kunstcentra. Vooral onder leiding van Norman Rosenthal bereikte het tentoonstellingsniveau een hoog niveau en trok de RA grote aantallen bezoekers. In 1997 vond de spraakmakende tentoonstelling Sensation plaats, die bestond uit werk van de zogenaamde Young British Artists, aangekocht door de kunstverzamelaar Charles Saatchi.

### Voorzitters
| Voorzitter            | Periode                |
| --------------------- | ---------------------- |
| Joshua Reynolds       | 1768–1792              |
| Benjamin West         | 1792–1805              |
| James Wyatt           | 1805–1806              |
| Benjamin West         | 1806–1820              |
| Thomas Lawrence       | 1820–1830              |
| Martin Archer Shee    | 1830–1850              |
| Charles Lock Eastlake | 1850–1865              |
| Francis Grant         | 1866–1878              |
| Lord Leighton         | 1878–1896              |
| John Everett Millais  | februari–augustus 1896 |
| Edward Poynter        | 1896–1918              |
| Aston Webb            | 1919–1924              |
| Frank Dicksee         | 1924–1928              |
| William Llewellyn     | 1928–1938              |
| Edwin Lutyens         | 1938–1944              |
| Alfred Munnings       | 1944–1949              |
| Gerald Kelly          | 1949–1954              |
| Albert Richardson     | 1954–1956              |
| Charles Wheeler       | 1956–1966              |
| Thomas Monnington     | 1966–1976              |
| Hugh Casson           | 1976–1984              |
| Roger de Grey         | 1984–1993              |
| Philip Dowson         | 1993–1999              |
| Phillip King          | 1999–2004              |
| Nicholas Grimshaw     | 2004–2011              |
| Christopher Le Brun   | 2011–nu                |

## Organisatie

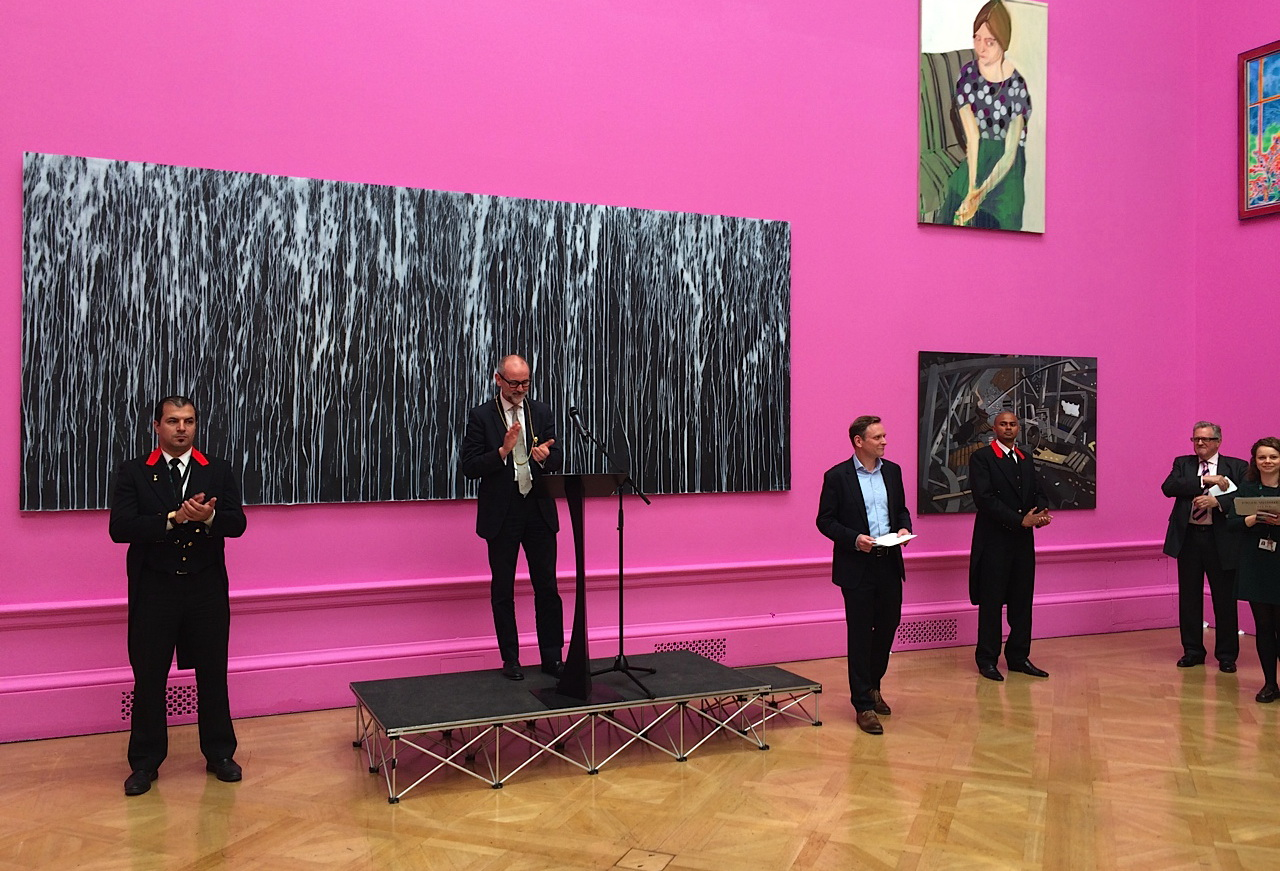
Christopher Le Brun, president van de RA, bij de opening van de Summer Exhibition

De Royal Academy of Arts bestaat uit 80 leden, die worden aangeduid als "academicians" en de letters "RA" achter hun naam mogen voeren. De reglementen bepalen dat van de 80 leden er minstens 14 beeldhouwer, 12 architect en 8 etser moeten zijn; de overige leden zijn meestal kunstschilders. Het lidmaatschap wordt gezien als prestigieus en vormt meestal de bekroning van een succesvolle carrière in de kunst of architectuur.
De president van de RA wordt gekozen uit de leden. De eerste president was Joshua Reynolds, opgevolgd door Benjamin West in 1792. In december 2011 werd Christopher Le Brun gekozen tot 26e president, als opvolger van Nicholas Grimshaw.
De Royal Academy Schools is een driejarige post-academische kunstopleiding. De academie telt ongeveer 60 studenten. Bekende studenten en docenten waren John Soane, Thomas Rowlandson, William Blake, Thomas Lawrence, Herbert James Draper, Phillip King en Joseph Wright of Derby. In 2011 werden Tracey Emin en Fiona Rae de eerste vrouwelijke docenten aan de RA Schools.
De RA ontvangt geen financiële bijdragen van de staat. De inkomsten komen binnen via donaties en via de entreegelden van exposities.

## Huisvesting

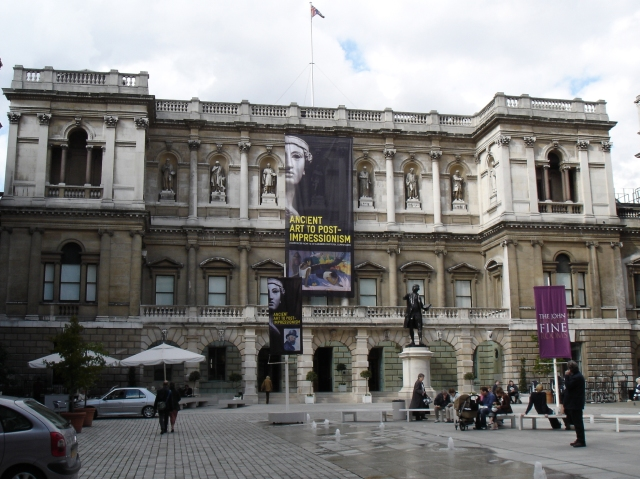
Burlington House, hofzijde

De vereniging was oorspronkelijk gehuisvest aan Pall Mall, de Strand en Trafalgar Square. Sinds 1868 is het instituut gevestigd in Burlington House aan Piccadilly, een gebouw dat het deelt met de Geological Society, de Linnean Society of London, de Royal Society of Chemistry, de Royal Astronomical Society en de Society of Antiquaries of London. De wetenschappelijke genootschappen zijn gehuisvest in de zijvleugels; het hoofdgebouw aan de noordzijde van de binnenhof wordt geheel in beslag genomen door de Royal Academy. De RA huurt het gebouw van de Britse staat.

## Collecties
De Royal Academy of Arts bezit een uitgebreide collectie boeken en archieven, alsmede een kleine, maar belangrijke kunstcollectie. De bibliotheek is vrij toegankelijk en tevens in gedigitaliseerde vorm grotendeels toegankelijk via internet.
Tot de RA-kunstcollectie behoren werken van Joshua Reynolds, Benjamin West, George Romney, Frederic Leighton, Laura Knight, David Wilkie Wynfield en Eadweard Muybridge. Het kostbaarste bezit is de zogenaamde Taddei Tondo van Michelangelo uit 1504-06, een marmeren reliëf van Maria met Jezus en Johannes de Doper. Het belangrijke werk was een schenking van de collectioneur George Beaumont en bevindt zich thans in een aparte ruimte in de Sackler-vleugel.